# Zúčtování v Malém Tokiu
Zúčtování v Malém Tokiu (v originále Showdown in Little Tokyo) je americký akční film z roku 1991, který režíroval Mark L. Lester a v hlavních rolích se představili Dolph Lundgren a Brandon Lee, pro něhož to byla první role v americkém filmu. Film byl v USA uveden 23. srpna 1991 a sklidil špatné recenze, finančně propadl. Nicméně získal kultovní status mezi fanoušky akčních filmů, zejména díky chemii mezi Lundgrenem a Lee.

## Děj
Losangeleský policista Chris Kenner (Dolph Lundgren) je Američan, který vyrůstal v Japonsku. Dostane nového partnera, Johnnyho Muratu (Brandon Lee), Američana s japonskými kořeny. Kenner nemá rád americkou kulturu, zatímco Johnny příliš neobdivuje japonskou kulturu. Oba však milují bojová umění, v nichž jsou odborníci.
Dvojice je přidělena do čtvrti Little Tokyo v Los Angeles, kde naruší kriminální aktivitu v japonské restauraci a zatknou podezřelého. Kenner si všimne, že podezřelý má tetování klanu jakuza Iron Claw, což mu připomene vraždu jeho rodičů členem jakuzy, když mu bylo devět let. Podezřelý spáchá sebevraždu, než může být vyslechnut.
Vůdce klanu Iron Claw, Jošida (Cary-Hirojuki Tagawa), zabije majitele populárního nočního klubu Bonsai Club a převezme nad ním kontrolu. Na oslavu pořádá večírek, kde zjistí, že jedna z dívek, Angel (Renee Griffin), varovala majitele klubu před Jošidou. Jošida Angel omámí, svlékne a setne jí hlavu.
Kenner a Johnny vyšetřují Angelinu smrt a v klubu se setkají s její kamarádkou, zpěvačkou Minako Okeja (Tia Carrere). Kenner pozná v Jošidovi vraha svých rodičů, který nyní vyrábí drogy a distribuuje je pomocí místního pivovaru a pouličních gangů. Kenner Jošidu témět zabije, ale Johnny situaci uklidní.
Jošida unese Minako a přísahá, že zabije Kennera. Kenner a Johnny Minako zachrání, ale Jošida je chytí a mučí. Oba uniknou a připraví útok na Jošidův pivovar, kde znovu zachrání Minako. Kenner a Jošida se střetnou v souboji s meči během pouliční slavnosti, kde Kenner Jošidu porazí a hodí do ohňostroje, kde hořící Jošida umírá.
Kenner a Johnny jsou oslavováni jako hrdinové, když odvedou Minako z místa činu.

## Obsazení
- Dolph Lundgren jako seržant Chris Kenner
- Brandon Lee jako detektiv Johnny Murata
- Cary-Hiroyuki Tagawa jako Funekei Yoshida
- Tia Carrere jako Minako Okeya
- Tošiširo Obata jako Sato
- Philip Tan jako Tanaka
- Rodney Kageyama jako Eddie
- Ernie Lively jako detektiv Nelson
- Renee Griffin jako Angel
- Reid Asato jako Muto
- Takayo Fischer jako Mama Yamaguchi
- Simon Rhee jako Ito
- Vernee Watson-Johnson jako koroner Nonnie Russell
- Lenny Imamura jako Kickboxer #1
- Roger Yuan jako Kickboxer #2
- Gerald Okamura jako Hegata
- Steve Park jako asijský policista #1
- Jim Ishida jako asijský policista #2
- George Cheung jako pomocník
- Nathan Jung jako manažer klubu Bonsai
- Al Leong jako pomocník
- James Lew jako pomocník
- Branscombe Richmond jako muž u dveří